# Mike Bullard
Michael „Mike“ Brian Bullard (* 10. März 1961 in Ottawa, Ontario) ist ein ehemaliger kanadischer Eishockeyspieler, der in der National Hockey League, der Nationalliga A und der Deutschen Eishockey Liga aktiv war. Seine Position war Mittelstürmer. Seit seinem Karriereende ist er als Trainer tätig.

## Karriere

### Als Spieler
Bullard begann seine Karriere 1978 in der kanadischen Juniorenliga Ontario Hockey League bei den Brantford Alexanders. Nachdem er in seiner ersten Saison als Spieler der Alexanders bereits 99 Scorerpunkte erzielen konnte und ein Jahr später mit 150 Punkten zu den besten Stürmern der OHL gehörte wurden die Talent-Scouts der National Hockey League auf den Linksschützen aufmerksam. Während des NHL Entry Draft 1980 war es das Management der Pittsburgh Penguins, das ihn in der ersten Runde als insgesamt neunter Spieler auswählte. Er blieb eine weitere Saison in der OHL, ehe er 1981 in die NHL zu den Penguins wechselte.
Dort absolvierte er in der Spielzeit 1980/81 seine ersten 23 Partien in der nordamerikanischen Liga. Bullard spielte daraufhin eine gute Rookie-Saison. So konnte er in 85 Spielen 67 Mal punkten. In den folgenden Jahren nahm er schnell eine Führungsrolle ein und war zwischen 1984 und 1987 Mannschaftskapitän. Als er seine Leistungen weiter steigern konnte und 1986 zu den punktbesten Angreifern der NHL gehörte, nominierte ihn der damalige kanadische Nationaltrainer für das kanadische Eishockeynationalteam, mit dem er an der Weltmeisterschaft 1986 teilnahm. Am Ende erreichte er mit Kanada den dritten Platz.
Am 12. November 1986 tauschten ihn die Verantwortlichen der Penguins gegen Dan Quinn und Bullard wechselte nach Calgary zu den dortigen Flames. Bei seinem neuen Klub stand er allerdings nur zwei Jahre unter Vertrag. In seiner letzten Saison 1987/88 konnte er mit 103 Punkten in 79 Partien seinen Karrierebestwert in der NHL aufstellen. Dennoch tradeten ihn die Calgary Flames Anfang September 1988 zusammen mit Craig Coxe und Tim Corkery zu den St. Louis Blues, die im Gegenzug Mark Hunter, Doug Gilmour, Steve Bozek und Michael Dark erhielten. Auch die Blues verließ er nach kurzer Zeit wieder und wurde von seinem Klub am 29. November 1988, nach nur drei Monaten, für Peter Zezel an die Philadelphia Flyers abgegeben. In Philadelphia konnte Bullard trotz allem erneut überzeugen und beendete dort die Saison 1988/89. Anschließend war er ein weiteres Jahr bei den Flyers aktiv, ehe er im Sommer 1990 nach Europa in die Schweizer Nationalliga A zum HC Ambrì-Piotta wechselte.
Es folgte eine erfolgreiche Saison in der Schweiz, die das Interesse einiger NHL-Klubs auf ihn zog. Bullard war mit insgesamt 79 Punkten in 41 NLA-Spielen vor dem Schweizer Peter Jaks erfolgreichster Scorer seines Teams. Schließlich ging er nach dem Jahr beim HC Ambrì-Piotta noch einmal nach Nordamerika zu den Toronto Maple Leafs, konnte dort jedoch nicht an seine früheren Leistungen anknüpfen und kehrte zur Saison 1992/93 in die Schweiz zurück und unterschrieb einen Einjahresvertrag beim damals in der Nationalliga B spielenden SC Rapperswil-Jona. Dort war er erneut der beste Stürmer seines Teams und erhielt im Sommer 1993 lukrative Angebote anderer, höherklassig agierender Mannschaften aus der Schweiz und aus dem europäischen Ausland. Bullard entschied sich letztendlich für den EV Landshut und wechselte in die damals höchste deutsche Spielklasse, die Bundesliga.
Der Kanadier avancierte zum Topscorer und zum besten Torschützen der Bundesliga 1994. Außerdem wurde er zum Spieler des Jahres ausgezeichnet. Trotz dieser persönlichen Erfolge schied er mit dem EV Landshut im Playoff-Viertelfinale gegen den Kölner EC aus. In einer engen Serie verlor das Team mit 3:4-Niederlagen. Im folgenden Sommer 1994 wurde die Deutsche Eishockey Liga gegründet und Bullard zog mit dem EVL in das Endspiel der Playoffs um die deutsche Meisterschaft ein. Dieses ging, wie bereits im Vorjahr das Viertelfinale, gegen die Kölner Haie verloren. Bullard war nach 1994, zum zweiten Mal hintereinander der erfolgreichste Hauptrunden-Torschütze in der höchsten deutschen Spielklasse. In den Playoffs war er mit 27 Punkten in 18 Spielen sogar der Topscorer. Damit hatte er großen Anteil am Einzug in das Playoff-Finale.
In der Saison 1995/96 erreichte er mit den Landshutern das Halbfinale der Playoffs und schied dort gegen die Kölner Haie aus. Der EVL scheiterte somit in drei Jahren, drei Mal in den Playoffs an den Haien aus Köln. Der Kanadier war erneut einer der besten Scorer der Liga und erzielte in 50 Hauptrunden-Partien 69 Punkte. Es folgten weitere sechs Tore und elf Assists in den Playoffs. Er blieb bis 1998 in Landshut und wechselte anschließend zu den damals hoch verschuldeten Eisbären Berlin. Im Jahr 1997 war er, noch im Trikot des EV Landshut, der erfolgreichste Vorlagengeber der DEL-Hauptrunde und 1998 wurde er von den Fans und Journalisten für das erste DEL All-Star Game in Frankfurt nominiert. Dort war er Bestandteil des DEL All-Star Teams, konnte jedoch keinen Scorerpunkt erzielen.
Bei den Eisbären Berlin stagnierten Bullards Leistungen erstmals in seiner Karriere. Zwar erzielte er in seiner ersten Saison im Eisbären-Trikot 50 Scorerpunkte, diese verringerten sich allerdings auf 46 im Jahr darauf. Dennoch war er zusammen mit seinem Landsmann Marc Fortier der wichtigste ausländische Spieler des Teams und erreichte mit dem Klub 1999 den zweiten Platz beim IIHF Continental Cup. Nachdem er den Eisbären in der Spielzeit 1999/00 zum Klassenerhalt verhalf, unterschrieb er einen Vertrag beim damaligen Ligakonkurrenten Schwenninger Wild Wings. Die Schwenninger behielten den Angreifer zwei Jahre in ihrem Team und mussten ihn im Jahr 2002 zum Heilbronner EC in die 2. Bundesliga ziehen lassen.
Dort wollte Bullard seine Karriere nach dem Ende der Saison 2002/03 beenden. Als sich die Schwenninger Wild Wings während der DEL-Spielzeit 2002/03 auf dem letzten Tabellenrang platzierten und der Klassenerhalt in der höchsten deutschen Liga in Gefahr geriet, entschied er sich, seinen alten Verein zu verstärken. So ging er für die Wild Wings in den letzten zehn Hauptrunden-Partien aufs Eis sowie in den anschließenden Playdowns gegen die Frankfurt Lions. Diese konnten in einer „Best-of-Seven“-Serie mit 4:2-Spielen besiegt und der Klassenverbleib somit gesichert werden. Die Schwenninger stiegen trotzdem in die 2. Bundesliga ab, da die DEL-Lizenz wegen eines laufenden Insolvenzverfahrens entzogen wurde. Mike Bullard beendete anschließend seine aktive Eishockeykarriere im Alter von 42 Jahren.
In der DEL absolvierte er insgesamt 460 Spiele, in denen er 521 Scorerpunkte erzielte (218 Tore/303 Vorlagen) und 602 Strafminuten sammelte. Damit lag er vor Beginn der Saison 2009/10 auf Platz 2 der ewigen Scorerwertung und auf Platz 1 der Torschützenliste. Zudem ist er der achtbeste Vorlagengeber der bisherigen DEL-Geschichte. Mike Bullard war somit einer der prägendsten und erfolgreichsten Spieler, der jemals in der 1994 neu gegründeten Deutschen Eishockey Liga aktiv war. Des Weiteren absolvierte er insgesamt 727 NHL-Spiele und erreichte dabei 674 Scorerpunkte (329 Tore, 345 Vorlagen).

### Als Trainer
Nach dem Ende seiner Spielerkarriere übernahm er zur Saison 2003/04 beim Schwenninger ERC das Amt des Trainers. Mit dem SERC erreichte er zweimal das Playoff-Viertelfinale. Im November 2005 wurde er von seinen Aufgaben als Cheftrainer freigestellt und durch Marcel Breil ersetzt. Im Sommer 2006 ging er nach Österreich und trainierte dort die Graz 99ers. Dort war er jedoch nur wenige Monate aktiv und wurde bereits Ende Oktober 2006 wieder entlassen. Es folgte ein Engagement beim ESV Kaufbeuren in der 2. Bundesliga, welches er am 8. Februar 2007 antrat. Bullard wurde als Interimstrainer für den Rest der Saison 2006/07 verpflichtet und sollte mit dem ESV den Klassenerhalt sichern. Dieses sportliche Ziel konnte nicht erreicht werden und der ESV stieg nach vier Niederlagen in den Playdowns gegen den ETC Crimmitschau in die Oberliga ab.
Nachdem ein geplantes Engagement bei den Moskitos Essen aus finanziellen Gründen gescheitert war, unterschrieb er am 15. Mai 2008 für die Saison 2008/09 bei seinem früheren Klub, den Landshut Cannibals einen Vertrag als Cheftrainer. Dort wurde er nach der 1:4-Niederlage gegen die Freiburger Wölfe am 14. Februar 2009 beurlaubt. Anschließend kehrte er nach Kanada zurück, war 2009/10 Manager der Brantford Eagles in der Greater Ontario Junior Hockey League und danach ein Jahr lang Trainer der Mannschaft. 2013 trat er in derselben Liga das Traineramt bei den Caledonia Corvairs an.

## Persönliches
2014 sagte Bullard, er habe während seiner Spielerlaufbahn ein Alkoholproblem gehabt. 1995 habe er mit dem Trinken aufgehört.

## Erfolge und Auszeichnungen
| - 1981 OHL Third All-Star Team - 1994 Bundesliga-Topscorer - 1994 Erfolgreichster Torschütze der Bundesliga - 1994 Eishockeyspieler des Jahres - 1995 Erfolgreichster Torschütze der DEL | - 1995 Topscorer der DEL-Playoffs - 1997 Erfolgreichster Vorlagengeber der DEL - 1998 Teilnahme am DEL All-Star Game - 1999 Teilnahme am DEL All-Star Game - 2002 Teilnahme am DEL All-Star Game |

### International
- 1986 Bronzemedaille bei der Weltmeisterschaft

## Karrierestatistik
(Legende zur Spielerstatistik: Sp oder GP = absolvierte Spiele; T oder G = erzielte Tore; V oder A = erzielte Assists; Pkt oder Pts = erzielte Scorerpunkte; SM oder PIM = erhaltene Strafminuten; +/− = Plus/Minus-Bilanz; PP = erzielte Überzahltore; SH = erzielte Unterzahltore; GW = erzielte Siegtore; 1 Play-downs/Relegation; Kursiv: Statistik nicht vollständig)